# ساره بوهدی
ساره بوهدی (به فرانسوی: Sarah Bouhaddi)، زادهٔ ۱۷ اکتبر ۱۹۸۶ در شهر کن، فوتبالیست و دروازه‌بان فرانسوی است. او در تیم المپیک لیونه بازی می‌کند و تاکنون بیش از صد بازی ملی برای تیم فرانسه انجام داده‌است.

## زندگی‌نامه
او حضور در تیم ملی زیر ۲۰ سال فرانسه را در کارنامه‌اش دارد.
نخستین بار به تاریخ ۲۱ فوریه ۲۰۰۴ در بازی برابرِ تیم ملی اسکاتلند، در تیم فرانسه حضور پیدا کرد. تا سال ۲۰۱۸، او در بیش از صد بازی ملی حضور پیدا کرد.
او از سال ۲۰۰۹ در المپیک لیونه بازی می‌کند و دروازه‌بان شماره ۱ این تیم است.
۱۸ ژانویه ۲۰۱۵، ساره بوهدی نخستین گُل خود را از روی نقطهٔ پنالتی در برابر آلبی به ثمر رساند (پیروزی 14-0).
۱ ژوئن ۲۰۱۷، او برای پیروزی در فینال لیگ قهرمانان اروپا برابرِ پاری سن‌ژرمن، پنالتی سرنوشت‌ساز را تبدیل به گل کرد.
۲ مه ۲۰۱۹، او به همراه ۲۲ نفر دیگر برای شرکت در جام جهانی ۲۰۱۹ به تیم ملی دعوت شد.
به دنبال اختلافات با کورین دیاکر، مربی تیم فرانسه، او در تابستان ۲۰۲۰ تصمیم گرفت از تیم ملی کناره‌گیری کند.
اواخر اکتبر ۲۰۲۰، در حالی که کورین دیاکر در گروه خود مورد انتقاد بود، ساره بوهدی نقدهای باز هم بیشتری را در رابطه با کار و رفتار مربی افزود: «از دیدگاه من، کسب مقام با این مربی غیرممکن است. ما در یک فضای بسیار بسیار منفی زندگی می‌کنیم. چشم من آب نمی‌خورد که با این مربی چیزی برنده شوم؛ بسیاری از بازیکنان دیگر نیز چنین نظری دارند، ولی به زبان نمی‌آورند. تیم درست کار نمی‌کند. حاضرم قسم بخورم که فرانسه قهرمان اروپا نخواهد شد، اگر کورین دیاکر در تیم بماند.»

## جوایز و افتخارات

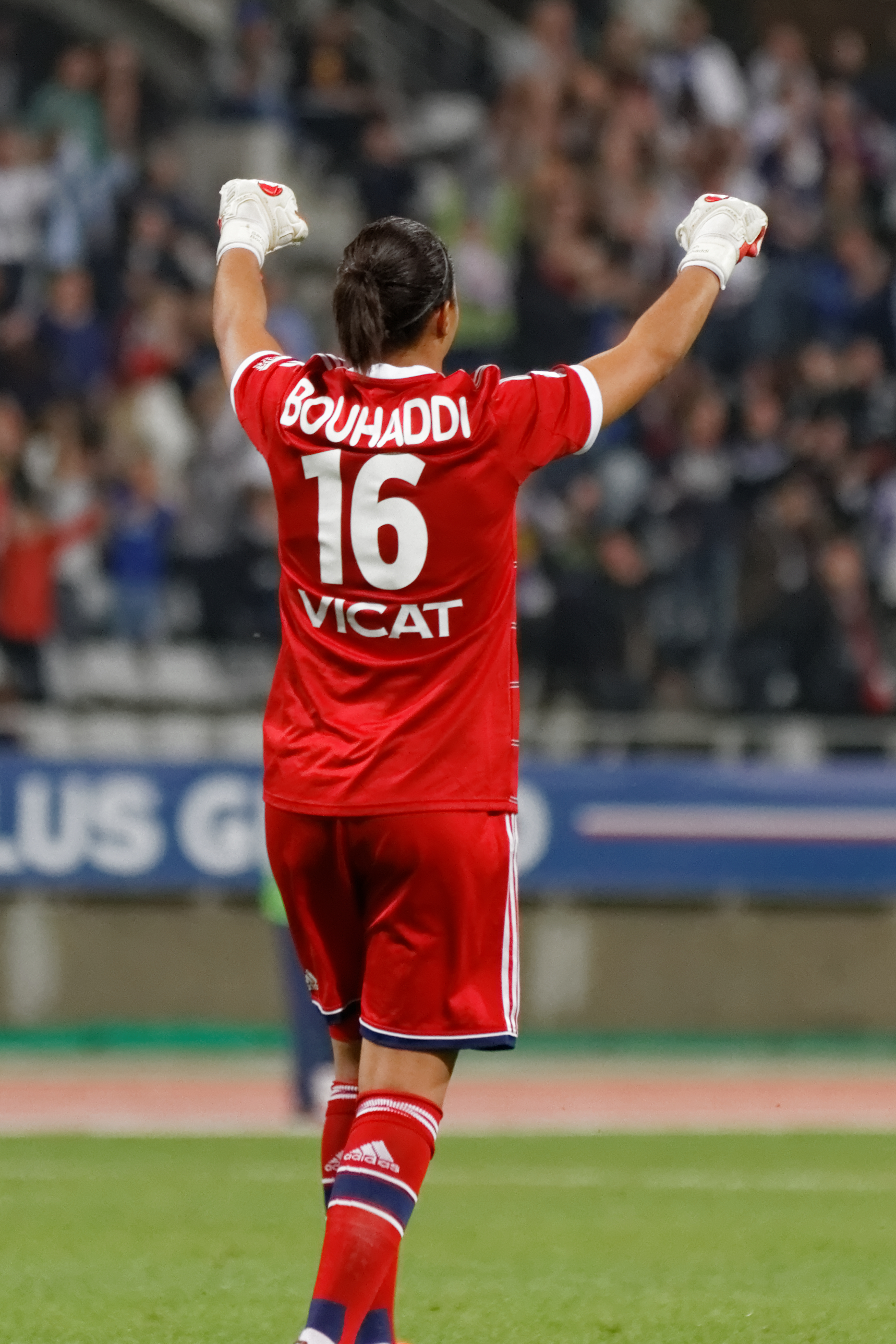
ساره بوهدی در بازی پاری سن‌ژرمن-لیون، ۲۹ سپتامبر ۲۰۱۳.

### باشگاهی
| افتخارات |
| --- |
| المپیک لیون : - قهرمانی فرانسه (۱۲): - قهرمان: ۲۰۱۰، ۲۰۱۱، ۲۰۱۲، ۲۰۱۳، ۲۰۱۴، ۲۰۱۵، ۲۰۱۶، ۲۰۱۷، ۲۰۱۸، ۲۰۱۹، ۲۰۲۰ و ۲۰۲۲ - جام حذفی فرانسه (۸): - فاتح: ۲۰۱۲، ۲۰۱۳، ۲۰۱۴، ۲۰۱۵، ۲۰۱۶، ۲۰۱۷، ۲۰۱۹ و ۲۰۲۰ - جام قهرمانان (۱): - فاتح: ۲۰۱۹ - لیگ قهرمانان (۸): - فاتح: ۲۰۱۱، ۲۰۱۲، ۲۰۱۶، ۲۰۱۷، ۲۰۱۸، ۲۰۱۹، ۲۰۲۰ و ۲۰۲۲ - جام موبکاست (۱): - فاتح: ۲۰۱۲ - جام بین‌المللی قهرمانان زنان (۱): - فاتح: ۲۰۱۹ - جام وولیا زنان (۱): - فاتح: ۲۰۲۰ - جام واله (۱): - فاتح: ۲۰۱۴ |

### تیم ملی
| افتخارات |
| --- |
| تیم ملی زنان فرانسه: - جام قبرس (۲): - فاتح در سال‌های ۲۰۱۲ و ۲۰۱۴ - جام شی‌بیلیوز (۱): - فاتح در ۲۰۱۷ - مسابقات فوتبال زنان زیر ۱۹ سال اروپا: - فاتح در ۲۰۰۳ - مسابقات فوتبال زنان زیر ۱۹ سال اروپا: - فینالیست در ۲۰۰۵ |

## افتخارات شخصی
ساره بوهدی از آغاز فعالیت حرفه‌ای خود تاکنون، برندهٔ شمار زیادی از جوایز ملی و بین‌المللی شده‌است. او به سال‌های ۲۰۱۶، ۲۰۱۷، ۲۰۱۸ و ۲۰۲۰ در جوایز جهانی فدراسیون بین‌المللی تاریخ و آمار فوتبال، برندهٔ عنوان بهترین دروازه‌بان جهان شد. در مراسم جوایز یوفا ۲۰۲۰، او جایزهٔ بهترین دروازه‌بان فصل لیگ قهرمانان اروپای زنان را به دست آورد. همچنین در مراسم شیرهای ورزشی ۲۰۱۷، که به بهترین ورزشکاران لیون و حومهٔ آن داده می‌شود، یک شیر برنزی دریافت کرد. در اکتبر ۲۰۲۰، سارا و بازیکنان المپیک لیونه مدال افسانه‌ای‌ها را توسط رئیس فدراسیون فوتبال فرانسه، نوئل لو-گرات، دریافت کردند. او همچنین نامزد توپ طلای زنان ۲۰۱۹ شد و در رده‌بندی نهایی در جایگاه بیستم قرار گرفت.